# Brezova Gora
Brezova Gora – wieś w Chorwacji, w żupanii varażdińskiej, w gminie Bednja. W 2011 roku liczyła 69 mieszkańców.